# Liste der Landwirtschaftsminister von Nordrhein-Westfalen
Liste der Landwirtschaftsminister von Nordrhein-Westfalen seit 1946.
| Name                                                                           | Amtsantritt                                                    | Kabinett                                           | Partei                                             |
| Minister für Ernährung, Landwirtschaft und Forsten                             | Minister für Ernährung, Landwirtschaft und Forsten             | Minister für Ernährung, Landwirtschaft und Forsten | Minister für Ernährung, Landwirtschaft und Forsten |
| ------------------------------------------------------------------------------ | -------------------------------------------------------------- | -------------------------------------------------- | -------------------------------------------------- |
| Hermann Heukamp                                                                | 29. August 1946 15. Dezember 1946                              | Amelunxen I Amelunxen II                           | parteilos                                          |
| Heinrich Lübke                                                                 | 6. Januar 1947 17. Juni 1947 15. September 1950                | Amelunxen II Arnold I Arnold II                    | CDU                                                |
| Johannes Peters                                                                | 1. Januar 1953 27. Juli 1954                                   | Arnold II Arnold III                               | CDU                                                |
| Josef Effertz                                                                  | 28. Februar 1956                                               | Steinhoff                                          | FDP                                                |
| Gustav Niermann                                                                | 24. Juli 1958 26. Juli 1962 26. Juli 1966                      | Meyers I Meyers II Meyers III                      | CDU                                                |
| Diether Deneke                                                                 | 8. Dezember 1966 28. Juli 1970 4. Juni 1975 20. September 1978 | Kühn I Kühn II Kühn III Rau I                      | SPD                                                |
| Hans Otto Bäumer                                                               | 4. Mai 1979 29. Mai 1980                                       | Rau I Rau II                                       | SPD                                                |
| Klaus Matthiesen                                                               | 3. Oktober 1983                                                | Rau II                                             | SPD                                                |
| Minister für Umwelt, Raumordnung und Landwirtschaft                            |                                                                |                                                    |                                                    |
| Klaus Matthiesen                                                               | 5. Juni 1985 12. Juni 1990                                     | Rau III Rau IV                                     | SPD                                                |
| Bärbel Höhn                                                                    | 17. Juli 1995 17. Juni 1998                                    | Rau V Clement I                                    | Grüne                                              |
| Minister für Umwelt und Naturschutz, Landwirtschaft und Verbraucherschutz      |                                                                |                                                    |                                                    |
| Bärbel Höhn                                                                    | 27. Juni 2000 12. November 2002                                | Clement II Steinbrück                              | Grüne                                              |
| Eckhard Uhlenberg                                                              | 24. Juni 2005                                                  | Rüttgers                                           | CDU                                                |
| Minister für Klimaschutz, Umwelt, Landwirtschaft, Natur- und Verbraucherschutz |                                                                |                                                    |                                                    |
| Johannes Remmel                                                                | 15. Juli 2010 21. Juni 2012                                    | Kraft I Kraft II                                   | Grüne                                              |
| Minister für Umwelt, Landwirtschaft, Natur- und Verbraucherschutz              |                                                                |                                                    |                                                    |
| Christina Schulze Föcking                                                      | 30. Juni 2017                                                  | Laschet                                            | CDU                                                |
| Ursula Heinen-Esser                                                            | 29. Mai 2018 28. Oktober 2021                                  | Laschet Wüst I                                     | CDU                                                |
| Lutz Lienenkämper (kommissarisch)                                              | 8. April 2022                                                  | Wüst I                                             | CDU                                                |
| Minister für Landwirtschaft und Verbraucherschutz                              |                                                                |                                                    |                                                    |
| Silke Gorißen                                                                  | 29. Juni 2022                                                  | Wüst II                                            | CDU                                                |